# Armin Lemme
Armin Reimund Lemme (* 28. Oktober 1955 in Packebusch; † 1. August 2021 in Berlin) war ein deutscher Leichtathlet, der für den SC Magdeburg als Diskuswerfer antrat.

## Leben
Der 1,99 m große Lemme begann seine sportliche Laufbahn als Ruderer. Seine erste Meisterschaftsmedaille bei DDR-Leichtathletik-Meisterschaften gelang ihm bei den DDR-Leichtathletik-Meisterschaften 1978 mit dem dritten Platz. Bei den DDR-Leichtathletik-Meisterschaften 1981 und DDR-Leichtathletik-Meisterschaften 1982 gewann er den Meistertitel der DDR, bei den DDR-Leichtathletik-Meisterschaften 1985 war er Zweiter hinter Jürgen Schult.
Von 1978 bis 1985 trat er bei 13 Veranstaltungen im Nationaltrikot der DDR an. Bei seiner einzigen Olympiateilnahme 1980 in Moskau verpasste er als 13. des Vorkampfs knapp die Finalteilnahme. Im Jahr 1981 war er Diskuswurfsieger sowohl beim Welt- als auch beim Europacup. Außerdem gewann er den Diskuswurf bei der Universiade in Bukarest. Im Jahr 1982 belegte er den vierten Platz bei den Europameisterschaften in Athen.
Am 10. Juli 1982 stellte Lemme in Karl-Marx-Stadt mit 68,50 m seine persönliche Bestleistung auf, am 12. August 1982 gelang ihm in Berlin eine Kugelstoßleistung von 19,71 m.
Nach seiner sportlichen Karriere war Lemme als Sportlehrer und Trainer in Magdeburg tätig.